# Christoph Huber (Priester)
Christoph Huber (* 26. Dezember 1967 in Reit im Winkl) ist ein römisch-katholischer Priester. Seit 2021 ist er Generalpräses des Kolpingwerks.

## Leben
Christoph Huber wuchs im oberbayerischen Reit im Winkl auf und studierte an der Ludwig-Maximilians-Universität München Katholische Theologie. Während des Studiums absolvierte er ein Praktikumsjahr in Simbabwe. 1998 empfing er die Priesterweihe vom Münchner Erzbischof Friedrich Wetter. Im Anschluss war Huber bis 2001 Kaplan im Pfarrverband Holzland und bis 2007 Pfarrer der Pfarrei St. Peter und Paul Feldmoching. 2007 wurde er zum Regionalpfarrer in der Seelsorgsregion Süd des Erzbistums München und Freising und zum Domvikar am Dom zu Unserer Lieben Frau München ernannt.  
Am 10. Oktober 2010 wurde Huber von der Diözesanversammlung des Kolping-Diözesanverbandes München und Freising zum Diözesanpräses gewählt. Er wurde damit kraft Amtes zugleich Präses des Kolping-Landesverbands Bayern sowie der Katholischen Zentralgesellenhaus-Stiftung in München. Papst Benedikt XVI. verlieh Huber 2012 den Titel Kaplan Seiner Heiligkeit. 
Am 2. November 2021 wurde Christoph Huber vom Generalrat des internationalen Kolpingwerks als Nachfolger von Ottmar Dillenburg zum Generalpräses gewählt und am 4. Dezember, dem Kolping-Gedenktag, mit einem Festgottesdienst in der Kölner Minoritenkirche ins Amt eingeführt. Damit ist er zehnter Nachfolger des Gründers Adolph Kolping.